# 伊藤園お〜いお茶新俳句大賞
伊藤園お〜いお茶新俳句大賞（いとうえんお〜いおちゃしんはいくたいしょう）は、伊藤園（伊藤園新俳句大賞実行委員会）が主催する俳句コンテスト。季語や形式などの厳密な「ルール」にとらわれず、主に五・七・五のリズムに乗せて自由に表現する独自の表現手法を「新俳句」と定義し募集している。

## 概要
伊藤園お〜いお茶新俳句大賞は「日本文化の核をなすお茶と俳句の蜜月を取り戻し、今の時代の形に変え、次世代と世界へ発信していく活動」として1989年より伊藤園が主催している。2017年には日本国政府が推進する「beyond2020プログラム」の認証を受けた。第一回は「高校生以下の部」、「大学生の部」、「一般の部」の3部門で開始し、2024年10月時点（結果発表）における最新回（第三十五回）では、「新俳句フォトの部」、「英語の部」を含め計7部門募集している。佳作特別賞までの入賞作品は特典として伊藤園から発売している「お〜いお茶」シリーズのパッケージに印刷され流通するとともに、受賞者は自身の作品が掲載されたお〜いお茶の提供を受けることができる。

## 審査員
2024年10月時点（結果発表）における最新回（第三十五回）のお〜いお茶新俳句大賞の審査員。

### 日本語俳句
- 浅井愼平（写真家）
- 安西篤（俳人）
- いとうせいこう（作家・クリエーター）
- 金田一秀穂（日本語学者）
- 神野紗希（俳人）
- 夏井いつき（俳人）
- 堀田季何（俳人）
- 宮部みゆき（作家）
- 村治佳織（ギタリスト）

### 英語俳句
- アーサー・ビナード（詩人）
- 星野恒彦（俳人）

### 過去の審査員
- 金子兜太（俳人）（第一回〜第二十八回）
- 阿川佐和子
- 倉橋羊村（俳人）
- 黒田杏子（俳人）
- 武田双雲
- 鈴木敏夫
- 紫舟
- 江國香織
- エイドリアン・ピニングトン
- 辻仁成（第十二回ゲスト審査員）
- 笑福亭鶴瓶（第十三回ゲスト審査員）
- 中谷美紀（第十五回ゲスト審査員）
- 吉行和子（女優）